# Кукрыкъихол
Кукрыкъихол (устар. Кукры-Игол) — река в России, протекает по территории Красноселькупского района Ямало-Ненецкого автономного округа. Начинается в небольшом озере недалеко от границы Ямало-Ненецкого и Ханты-Мансийского автономных округов. Протекает через озеро Мельэмтор, по берегам Кукрыкъихола растёт сосново-берёзовый лес. Основные притоки - реки Мелиигол и Ягмонтъихол, оба правые. Устье реки находится в 217 км по правому берегу реки Поколька. Длина реки составляет 33 км.

## Данные водного реестра
По данным государственного водного реестра России относится к Нижнеобскому бассейновому округу, водохозяйственный участок реки — Таз, речной подбассейн реки — подбассейн отсутствует. Речной бассейн реки — Таз.
По данным геоинформационной системы водохозяйственного районирования территории РФ, подготовленной Федеральным агентством водных ресурсов:
- Код водного объекта в государственном водном реестре — 15050000112115300064287
- Код по гидрологической изученности (ГИ) — 115306428
- Код бассейна — 15.05.00.001
- Номер тома по ГИ — 15
- Выпуск по ГИ — 3